# 1965 w literaturze
Wydarzenia literackie w 1965 roku.

## Wydarzenia
- polskie
  - ukazał się pierwszy numer miesięcznika Poezja

## Proza beletrystyczna i literatura faktu

### Język angielski
- James Baldwin – Zaułek Amen (The Amen Corner)
- Agatha Christie – Hotel Bertram (At Bertram's Hotel)
- Frank Herbert – Diuna (Dune)
- Ruth Rendell – To fear a painted devil[1]

### Język polski
- Roman Bratny – Nauka chodzenia (Wydawnictwo Iskry)[2]
- Stanisław Dygat – Disneyland (Państwowy Instytut Wydawniczy)[3]
- Witold Gombrowicz – Kosmos (Instytut Literacki)[4]
- Henryk Grynberg – Żydowska wojna
- Elżbieta Jackiewiczowa – Pokolenie Teresy
- Jerzy Kosiński – Malowany ptak (The Painted Bird)
- Joanna Kulmowa – Wio, Leokadio
- Stanisław Lem
  - Cyberiada
  - Polowanie
- Józef Łobodowski – Czerwona wiosna (część I tetralogii Dzieje Józefa Zakrzewskiego)
- Józef Mackiewicz – Lewa wolna
- Hanna Malewska – Apokryf rodzinny (Znak)[5]
- Aleksander Minkowski
  - Czwarte krzesło (Wydawnictwo Iskry)[6]
  - Klub siedmiu (Wydawnictwo „Nasza Księgarnia”)[7]
- Marek Nowakowski – Zapis (Państwowy Instytut Wydawniczy)
- Ewa Maria Ostrowska – Tort urodzinowy (Wydawnictwo Łódzkie)[8]
- Stanisław Pagaczewski – Porwanie Baltazara Gąbki
- Michał Kryspin Pawlikowski – Wojna i sezon. Powieść
- Alfred Szklarski – Tomek wśród łowców głów

### Inne języki
- Bohumil Hrabal
  - Pociągi pod specjalnym nadzorem (Ostře sledované vlaky)
  - Sprzedam dom, w którym nie chcę już mieszkać (Inzerát na dům, ve kterém už nechci bydlet)
  - Kopretina
- Mario Vargas Llosa – Zielony dom (La casa verde)
- Mira Lobe – Babcia na jabłoni (Die Omama im Apfelbaum)
- Amos Oz – Tam, gdzie wyją szakale (Artsot ha-tan)
- Jan Wolkers – Powrót do Oegstgeest (Terug naar Oegstgeest)

## Wywiady
- polskie
- zagraniczne

## Dzienniki, autobiografie, pamiętniki
- polskie
- zagraniczne
- wydania polskie tytułów zagranicznych

## Nowe eseje, szkice i felietony
- polskie
  - Witold Wirpsza – Gra znaczeń
- zagraniczne
- wydania polskie tytułów zagranicznych

## Nowe dramaty
- polski
  - Ireneusz Iredyński – Jasełka-moderne
  - Janusz Krasiński – Czapa
  - Sławomir Mrożek
    - Der Hirsch
    - Racket Baby

  - Tadeusz Różewicz – Wyszedł z domu
- zagraniczne
  - Wole Soyinka – Droga (The Road)
- wydania polskie tytułów zagranicznych

## Nowe poezje
- polskie
  - Stanisław Grochowiak – Kanon
  - Marian Grześczak – Gęste światło
- zagraniczne
  - David Gascoyne – Wierszed zebrane (Collected Poems)
  - Sylvia Plath – Ariel[9]
  - Jan Skácel – Smucieńka (Smuténka)
  - Ivan Wernisch – Zimowe letnisko (Zimohrádek)
  - Roy Fuller – Buff[9]
  - D.J. Enright – The Old Adam[10]

- wydania polskie tytułów zagranicznych

## Nowe prace naukowe i biografie
- polskie
  - Artur Hutnikiewicz – Od czystej formy do literatury faktu
  - Henryk Markiewicz – Główne problemy wiedzy o literaturze
  - Janusz Sławiński – Koncepcja języka poetyckiego awangardy krakowskiej
  - Jacek Trznadel – Twórczość Leśmiana. Próba przekroju
  - Stefan Żółkiewski – Zagadnienia stylu
- zagraniczne
  - Louis Althusser – Czytanie „Kapitału” (Lire le Capital)
  - Paul Ricœur – De l'interpretation, Essai sur Freud
  - Noam Chomsky – Zagadnienie teorii składni (Aspects of the Theory of Syntax)

## Urodzili się
- 1 lutego – Louise Welsh, brytyjska pisarka
- 10 lutego – Sigitas Parulskis, litewski pisarz
- 16 lutego – Lucinda Riley, irlandzka pisarka (zm. 2021)
- 19 lutego – Jaime Bayly, peruwiański pisarz
- 24 lutego
  - Iwan Łuczuk, ukraiński poeta i tłumacz
  - Maciej Urbanowski, polski historyk literatury
- 27 lutego – Marzena Broda, polska poetka
- 28 lutego – Collum McCann, irlandzki pisarz
- 4 marca – Khaled Hosseini, amerykański pisarz
- 5 marca – Marcin Bruczkowski, polski pisarz
- 10 marca – Stefan Çapaliku, albański pisarz
- 13 marca – Robert Papieski, polski tłumacz literatury rosyjskiej
- 18 marca – Esteban Navarro, hiszpański autor kryminałów
- 13 kwietnia – Elisabetta Gnone, włoska autorka komiksów
- 14 kwietnia – Alexandre Jardin, francuski pisarz
- 17 kwietnia – Dorota Ryst, polska poetka
- 18 kwietnia – Herkus Kunčius, litewski pisarz
- 19 kwietnia – Gadi Taub, izraelski pisarz
- 29 kwietnia
  - Elisabeth Åsbrink, szwedzka pisarka i dziennikarka
  - Amy Krouse Rosenthal, amerykańska pisarka (zm. 2017)
- 3 maja
  - Jarosław Grzędowicz, polski pisarz fantastyki
  - Michael Marshall Smith, bvrytyjski pisarz
- 12 maja – Jan Jandourek, czeski pisarz i socjolog
- 14 maja – Eoin Colfer, irlandzki autor książek dla dzieci i młodzieży
- 16 maja – Jason, norweski autor komiksów
- 19 maja – Jacek Piekara, polski pisarz fantasy
- 21 maja – Gjekë Marinaj, albańsko-amerykański poeta, tłumacz, krytyk literacki i wydawca
- 2 czerwca – Sean Stewart, amerykańsko-kanadyjski pisarz fantastyki
- 6 czerwca – Erik Fosnes Hansen, norweski pisarz
- 7 czerwca – Mick Foley, amerykański pisarz i wrestler
- 8 czerwca – Karin Alvtegen, szwedzka pisarka i scenarzystka
- 11 czerwca – Beata Pawlikowska, polska pisarka
- 25 czerwca – Daryl Gregory, amerykański pisarz
- 1 lipca – Adam Dziadek, polski literaturoznawca
- 5 lipca – Ludmiła Rubleuska, białoruska pisarka i krytyk literacki
- 11 lipca – Albert Sánchez Piñol, hiszpański antropolog i pisarz
- 16 lipca – Milan Ohnisko, czeski poeta
- 20 lipca – Abdourahman Waberi, dżibutański pisarz
- 31 lipca – J.K. Rowling, angielska pisarka
- 4 sierpnia – Dennis Lehane, amerykański pisarz
- 23 sierpnia – Ilija Trojanow, niemiecki pisarz
- 4 września – L.J. Smith, amerykańska pisarka dla młodzieży
- 8 września – Matt Ruff, amerykański pisarz
- 12 września
  - Monique Feltgen, luksemburska pisarka
  - Grzegorz Tomicki, polski poeta, krytyk literacki, literaturoznawca
- 18 września – Wojciech Kudyba, polski poeta, krytyk, historyk literatury
- 19 września – Sara Kadefors, szwedzka pisarka, dziennikarka i scenarzystka
- 21 września – Frédéric Beigbeder, francuski pisarz
- 24 września – Richard Morgan, brytyjski pisarz s-f
- 2 października – John Hart, amerykański pisarz kryminałów
- 12 października – Dan Abnett, brytyjski autor komiksów i powieści
- 19 października – Merca, estońska pisarka i aktorka
- 23 października – Augusten Burroughs, amerykański pisarz
- 24 października – Zsuzsa Bánk, niemiecka pisarka
- 30 października – Jacek Masłowski, polski poeta
- 3 listopada – Ann Scott, francuska pisarka
- 8 listopada – Václav Kahuda, czeski prozaik (zm. 2023)
- 18 listopada – Michael Crummey, kanadyjski pisarz
- 23 listopada – Marcel Beyer, niemiecki pisarz, poeta, epik, eseista oraz wydawca
- 29 listopada – Lauren Child, brytyjska pisarka i ilustratorka
- 10 grudnia – Michal Šanda, czeski prozaik i poeta
- 14 grudnia – Helle Helle, duńska powieściopisarka
- 15 grudnia – Wojciech Stamm, polski pisarz
- 19 grudnia – Thomas Brussig, niemiecki pisarz, dramaturg i publicysta
- 25 grudnia – Kajsa Ingemarsson, szwedzka pisarka i prezenterka
- 31 grudnia – Nicholas Sparks, amerykański pisarz

Data dzienna nieznana:
- Patience Agbabi, brytyjska poetka
- Patricia Briggs, amerykańska pisarka fantasy
- Mohammed Hanif, pakistański pisarz
- Elizabeth Haydon, amerykańska pisarka fantasy
- Mike McCormack, irlandzki prozaik
- Bae Suah, południowokoreańska pisarka i tłumaczka
- Christos Tsiolkas, australijski prozaik, dramaturg, scenarzysta

## Zmarli
- 4 stycznia – T.S. Eliot, angielski poeta, dramaturg i eseista (ur. 1888)
- 8 stycznia – Wołodymyr Sosiura, ukraiński poeta (ur. 1898)
- 12 stycznia – Lorraine Hansberry, amerykańska dramatopisarka (ur. 1930)
- 17 stycznia – Hans Marchwitza, niemiecki pisarz polskiego pochodzenia (ur. 1890)
- 24 stycznia – Winston Churchill, brytyjski polityk, pisarz, historyk, laureat literackiej Nagrody Nobla (ur. 1874)
- 9 marca – Kazys Boruta, litewski poeta i pisarz (ur. 1905)
- 13 marca – Fan Noli, albański polityk, poeta i tłumacz (ur. 1882)
- 28 kwietnia – Ferdinand Bordewijk, holenderski pisarz modernistyczny (ur. 1884)
- 12 maja – Roger Vailland, francuski pisarz (ur. 1907)
- 13 maja – Sida Košutić, chorwacka pisarka i poetka (ur. 1902)
- 19 maja – Maria Dąbrowska, polska pisarka i publicystka (ur. 1889)
- 5 czerwca – Eleanor Farjeon, brytyjska pisarka i poetka (ur. 1881)
- 22 czerwca – Joseph Auslander, amerykański poeta i prozaik (ur. 1897)
- 2 lipca – Wilhelm Mach, polski prozaik, poeta i krytyk literacki (ur. 1916)
- 6 lipca – Max Jara, chilijski poeta (ur. 1886)
- 10 lipca – Jacques Audiberti, francuski poeta, prozaik i dramaturg (ur. 1899)
- 19 lipca – Ingrid Jonker, południowoafrykańska poetka (ur. 1933)
- 28 lipca – Ranpo Edogawa, japoński pisarz (ur. 1894)
- 30 lipca – Jun’ichirō Tanizaki, japoński pisarz (ur. 1886)
- 2 sierpnia – František Langer, czeski pisarz i lekarz (ur. 1888)
- 6 sierpnia – Aksel Sandemose, norweski prozaik (ur. 1899)
- 8 sierpnia – Shirley Jackson, amerykańska pisarka (ur. 1916)
- 17 sierpnia – Jun Takami, japoński pisarz i poeta (ur. 1907)
- 31 sierpnia – E.E. Smith, amerykański pisarz science fiction (ur. 1890)
- 2 września – Johannes Bobrowski, niemiecki pisarz (ur. 1917)
- 17 września – Alejandro Casona, hiszpański poeta i dramaturg, przedstawiciel Pokolenia 27 (ur. 1903)
- 14 października – Randall Jarrell, amerykański poeta (ur. 1914)
- 27 listopada – Jan Bielatowicz, polski prozaik, poeta, publicysta, krytyk literacki (ur. 1913)
- 28 listopada – Aslaug Vaa, norweska poetka i dramatopisarka (ur. 1889)
- 16 grudnia – William Somerset Maugham, brytyjski pisarz i dramaturg (ur. 1874)

## Nagrody
- Nagroda Nobla – Michaił Szołochow
- Nagroda Kościelskich – Tadeusz Chabrowski, Andrzej Kijowski, Marian Ośniałowski, Wiktor Woroszylski
- Nagroda Renaudot – Georges Perec za Rzeczy (Les Choses)
- Nagroda Pulitzera (poezja) – John Berryman za 77 Dream Songs
- Premio Nadal – E. Cabalero Calderón za El buen salvaje
- Nagroda Jerozolimska – Max Frisch
- Nebula (powieść) – Frank Herbert za Diunę
- Nebula (opowiadanie)
  - Brian W. Aldiss za Śliniaste drzewo (The Saliva Tree)
  - Roger Zelazny za Psychouczestnik (He Who Shapes)
- Nebula (nowela) – Roger Zelazny za Bramy jego twarzy, lampy jego ust (The Doors of His Face, the Lamps of His Mouth)
- Nebula (krótka forma) – Harlan Ellison za Ukorz się pajacu, rzecze Tiktaktor („Repent, Harlequin!” Said the Ticktockma)